# Ali Mathlouthi
Ali-Azouz Mathlouthi (* 22. April 1987 in Saint-Denis) ist ein französisch-tunesischer ehemaliger Fußballspieler.

## Karriere
Ali Mathlouthi kam als Sohn tunesischer Einwanderer im Pariser Vorort Saint-Denis zur Welt.
2004 kam er in die erste Mannschaft von RC Besançon. Jedoch konnte er sich dort nicht durchsetzen, weshalb er 2005 zum Erstligisten Racing Straßburg wechselte. Jedoch spielte er nur in der zweiten Mannschaft. Dort kam er zu 23 Einsätzen, wo ihm vier Treffer gelangen. In der Saison 2006/07 kam Mathlouthi schon zu 22 Einsätzen, welches auch seine ersten Spiele als Profi waren. In diesen kam er auch zu seinem ersten Profitreffer. Zwischendurch kam er auch zu 12 Einsätzen in der zweiten Mannschaft (drei Treffer). In der Saison 2007/08, wo Racing Straßburg in der Ligue 1 spielte, kam Mathlouthi zu drei Einsätzen in Frankreichs Oberhaus. Jedoch wurde er im August 2008 an den Zweitligisten LB Châteauroux verliehen. Bei den Zentralfranzosen kam er zu 25 Einsätzen, wobei er vier Treffer erzielte.
In der Saison 2008/09 spielte Mathlouthi wieder in Straßburg, konnte jedoch nur viermal in der Profimannschaft spielen. Er spielte jedoch elf Mal in der zweiten Mannschaft (zwei Tore).
In der Winterpause der Saison wurde er an den spanischen Drittligisten Racing Ferrol verliehen. Dort kam Mathlouthi 17 Mal zum Einsatz und machte in jenen Einsätzen vier Treffer.
Zur Saison 2009/10 verliehen die Elsässer ihn erneut. Jedoch wurde er dieses Mal an den Zweitligakonkurrenten AC Arles-Avignon. Bei 22 Einsätzen traf er nur einmal das Tor. Die Saison an sich endete mit dem Aufstieg in die Ligue 1. In der Folgesaison spielte Ali Mathlouthi wieder in Straßburg. Jedoch fand er sich in der dritten Liga Frankreichs wieder. Dort wurde er jedoch Stammspieler und Leistungsträger, verpasste aber den direkten Wiederaufstieg in die Zweitklassigkeit. Zur Saison 2011/12 wechselte er zum Erstligaabsteiger RC Lens, danach im August 2012 wechselte er zum tunesischen Hauptstadtverein Club Africain.
Von 2013 bis 2015 spielte er für den FC Mulhouse und dann eine Saison bei Étoile Fréjus-Saint-Raphaël. 2016 schloss er sich für zwei Jahre dem SC Schiltigheim an. Es folgte eine halbe Spielzeit beim Yalova Türk Spor Kulübü in der Türkei.